# 三松站 (福井縣)
- 關於位於大阪府的水間鐵道車站，請見「三松站 (大阪府)」。
- 關於南韓京畿道的韓國鐵道公社一山線三松站，請見「三松站 (京畿道)」。

三松站（日语：／ Mitsumatsu eki */?）是位於福井縣大飯郡高濱町東三松13番12號，西日本旅客鐵道（JR西日本）的小濱線車站。

## 歷史
- 1961年（昭和36年）7月15日 - 小濱線青鄉站至若狹高濱站之間開設此站，為旅客車站。
- 1987年（昭和62年）4月1日 - 伴隨國鐵分割民營化，車站由西日本旅客鐵道（JR西日本）營運。

## 車站構造
車站是一座地面車站，設有1面1線單式月台，敦賀方向的列車會開啟左邊車門。前往東舞鶴方向和敦賀方向的列車使用同一月台。在定期列車中，只有各站停車的班次停站。在臨時列車中，有機會會通過此站。
在小濱線電氣化後的2005年3月，車站大樓進行翻新，並名為「La Porto三松」，大樓牆身是淺咖色。此站設有無障礙設施，包括斜道。車站大樓內沒有窗口，只有候車室。
此站是由敦賀地域鐵道部管理的無人車站。此站沒有自動售票機。車站大樓內設有廁所。

## 使用狀況
根據「福井縣統計年鑑」，在2018年（平成30年）度1日平均乘車人次為113人。
以下為近年1日平均乘車人次列表：
| 乘車人次變化 | 乘車人次變化    |
| 年度         | 1日平均乘車人次 |
| ------------ | --------------- |
| 1997年       | 74              |
| 1998年       | 70              |
| 1999年       | 70              |
| 2000年       | 134             |
| 2001年       | 133             |
| 2002年       | 139             |
| 2003年       | 73              |
| 2004年       | 59              |
| 2005年       | 58              |
| 2006年       | 64              |
| 2007年       | 84              |
| 2008年       | 87              |
| 2009年       | 75              |
| 2010年       | 79              |
| 2011年       | 83              |
| 2012年       | 98              |
| 2013年       | 105             |
| 2014年       | 103             |
| 2015年       | 92              |
| 2016年       | 87              |
| 2017年       | 99              |
| 2018年       | 113             |

## 車站周邊
- 國道27號
- 福井縣道149號音海中津海線（日语：福井県道149号音海中津海線）
- 東三松生活改善中心
- 日枝神社
- 玉雲寺
- 三松海灘

在夏天海灘季節期間，會有許多遊客到訪。

## 巴士路線
京都交通（高濱線）「東三松」巴士站是位於國道27號上。
- 前往東舞鶴站前/高濱站前（每日5往返班次，首班車在星期六、日及假日暫停服務）

## 相鄰車站
西日本旅客鐵道（JR西日本）
■小濱線
青鄉－三松－若狹高濱

## 注腳
1. ↑  福井県統計年鑑 （页面存档备份，存于）（日語）
2. ↑   (PDF). 福井県.   [2020-05-10]. （原始内容 (PDF)存档于2021-11-03） （日语）.

## 外部連結
- 三松｜車站資訊：JR出門網 - 西日本旅客鐵道（日語）